# Lista de prefeitos de Palmas (Paraná)
Esta é a lista de prefeitos e vice-prefeitos do município de Palmas, no estado brasileiro do Paraná.
| Nº | Nome                                  | Imagem                         | Partido                                          | Vice-prefeito                          | Período do governo                      | Observações                                                                  |
| 1  | Alípio José do Nascimento e Souza     |                                | Partido Republicano do Paraná PRP                |                                        | 1879-1883                               | Intendente nomeado Governador do Paraná                                      |
| 2  | Firmino Teixeira Baptista             |                                | Partido Republicano do Paraná PRP                |                                        | 1883-1886                               | Intendente nomeado Governador do Paraná                                      |
| 3  | Pedro de Sá Ribas                     |                                | Partido Republicano do Paraná PRP                |                                        | 1886-1887                               | Intendente nomeado Governador do Paraná                                      |
| 4  | Simplício Oliveira Sá Ribas           |                                | Partido Republicano do Paraná PRP                |                                        | 1887-1888                               | Intendente nomeado Governador do Paraná                                      |
| 5  | Olympio Carvalho de Lima              |                                | Partido Republicano do Paraná PRP                |                                        | 1888-1889                               | Intendente nomeado Governador do Paraná                                      |
| 6  | José Joaquim Bahls                    |                                | Partido Republicano do Paraná PRP                |                                        | 1889-1890                               | Intendente nomeado Governador do Paraná                                      |
| 7  | Josino Oliveira Sá Ribas              |                                | Partido Republicano do Paraná PRP                |                                        | 1891-1892                               | Intendente nomeado Governador do Paraná                                      |
| 8  | Alexandre Leopoldino dos Campos       |                                | Partido Republicano do Paraná PRP                |                                        | 1892-1894                               | Intendente nomeado Governador do Paraná                                      |
| 9  | Francisco Oliveira Ribas              |                                | Partido Republicano do Paraná PRP                |                                        | 1894-1898                               | Intendente nomeado Governador do Paraná                                      |
| 10 | Rufino Oliveira Sá Ribas              |                                | Partido Republicano do Paraná PRP                |                                        | 1898-1900                               | Intendente nomeado Governador do Paraná                                      |
| 11 | Bento Stingelin                       |                                | Partido Republicano do Paraná PRP                |                                        | 1900-1904                               | Intendente nomeado Governador do Paraná                                      |
| 12 | Augusto Guimarães                     |                                | Partido Republicano do Paraná PRP                |                                        | 1904-1908                               | Intendente nomeado Governador do Paraná                                      |
| 13 | Domingos Araújo                       |                                | Partido Republicano do Paraná PRP                |                                        | 1908-1912                               | Intendente nomeado Governador do Paraná                                      |
| 14 | Coronel Domingos Soares               |                                | Partido Republicano do Paraná PRP                |                                        | 1912-1916                               | Intendente nomeado Governador do Paraná                                      |
| 15 | Augusto Guimarães                     |                                | Partido Republicano do Paraná PRP                |                                        | 1916-1921                               | Intendente nomeado Governador do Paraná                                      |
| 16 | Paulo Ferreira Araújo                 |                                | Partido Republicano do Paraná PRP                |                                        | 1921-1924                               | Intendente nomeado Governador do Paraná                                      |
| 17 | Coronel Domingos Soares               |                                | Partido Republicano do Paraná PRP                |                                        | 1924-1928                               | Intendente nomeado Governador do Paraná                                      |
| 18 | Bonifácio Teixeira Baptista           |                                | Partido Republicano do Paraná PRP                |                                        | 1928-1930                               | Intendente nomeado Governador do Paraná                                      |
| 19 | Rafael Ribas                          |                                | Partido Social Nacionalista PSN                  |                                        | 1930-1935                               | Prefeitos nomeados pela Era Vargas                                           |
| 20 | Bernardo Ribeiro Viana                |                                | Partido Social Democrático PSD                   |                                        | 1935-1938                               |                                                                              |
| 21 | José Joaquim Araújo Perpétuo          |                                | Partido Social Nacionalista PSN                  |                                        | 1938-1938                               |                                                                              |
| 22 | Paulo Meyer                           |                                | Partido Social Nacionalista PSN                  |                                        | 1938-1940                               |                                                                              |
| 23 | Dr. Pompílio Mendes de Camargo        |                                | Partido Social Democrático PSD                   |                                        | 1940-1941                               |                                                                              |
| 24 | Rutílio Sá Ribas                      |                                | Partido Social Democrático PSD                   |                                        | 1941-1944                               |                                                                              |
| 25 | Coronel Jaime Gonçalves do Nascimento |                                | Partido Social Democrático PSD                   |                                        | 1944-1945                               |                                                                              |
| 26 | Elpídio Perpétuo de Araújo            |                                | Partido Social Democrático PSD                   |                                        | 1945-1945                               |                                                                              |
| 27 | Carlos Seixas Saldanha                |                                | Partido Social Democrático PSD                   |                                        | 1945-1946                               |                                                                              |
| 28 | Elpídio Perpétuo de Araújo            |                                | Partido Social Democrático PSD                   |                                        | 1947-1947                               |                                                                              |
| 29 | Bernardo Ribeiro Viana                |                                | Partido Social Democrático PSD                   |                                        | 1947-1951                               | Prefeito eleito em sufrágio universal                                        |
| 30 | Amilcar Araújo Saporiti               |                                | Partido Social Progressista PSP                  |                                        | 1951-1955                               | Prefeito eleito em sufrágio universal                                        |
| 31 | Piratan Araújo                        |                                | Partido Trabalhista Brasileiro PTB               |                                        | 1955-1959                               | Prefeito eleito em sufrágio universal                                        |
| 32 | Josué Guimarães                       |                                | Partido Trabalhista Brasileiro PTB               |                                        | 1959-1963                               | Prefeito eleito em sufrágio universal                                        |
| 33 | Ubiratan José de Araújo               |                                | Partido Trabalhista Brasileiro PTB               |                                        | 1963-1968                               | Prefeito eleito em sufrágio universal                                        |
| 34 | Oscar Röcker                          |                                | Movimento Democrático Brasileiro MDB             | José Bonifácio Andrade                 | 1968-1973                               | Prefeito eleito em sufrágio universal                                        |
| 35 | Dr. José Maria de Araújo Perpétuo     |                                | Aliança Renovadora Nacional ARENA                |                                        | 1973-1977                               | Prefeito eleito em sufrágio universal                                        |
| 36 | Dr. José Ferreira de Almeida          |                                | Aliança Renovadora Nacional ARENA                |                                        | 1977-1983                               | Prefeito eleito em sufrágio universal                                        |
| 37 | Dr. José Maria de Araújo Perpétuo     |                                | Partido do Movimento Democrático Brasileiro PMDB |                                        | 1983-1988                               | Prefeito eleito em sufrágio universal                                        |
| 38 | Dimorvan Carraro                      |                                | Partido do Movimento Democrático Brasileiro PMDB |                                        | 1989-1992                               | Prefeito eleito em sufrágio universal                                        |
| 39 | Dr. José Ferreira de Almeida          |                                | Partido Trabalhista Brasileiro PTB               |                                        | 1993-1996                               | Prefeito eleito em sufrágio universal                                        |
| 39 | Ivo Antônio Dalla Costa               |                                | Partido Trabalhista Brasileiro PTB               |                                        | 1997-2000                               | Prefeito eleito em sufrágio universal                                        |
| 40 | Dr. Hilário Andrascho                 |                                |                                                  | Francisco Puton (PSDB)                 | 2001-2004                               | Prefeito eleito em sufrágio universal                                        |
| 41 | João de Oliveira                      |                                | Partido do Movimento Democrático Brasileiro PMDB | Acioli Ribas (PTB)                     | 2005-2008                               | Prefeito eleito em sufrágio universal                                        |
| 42 | Joana D’arc Franco de Araújo          |                                |                                                  | Cargo vago                             | 2009-2009                               | Presidente da Câmara de Vereadores                                           |
| 43 | Dr. Hilário Andrascho                 |                                | Partido Democrático Trabalhista PDT              | Gilberto Almeida (PR)                  | 2009-2012                               | Prefeito eleito em sufrágio universal, assumiu a prefeitura após nove meses. |
| 44 | João de Oliveira                      |                                | Partido do Movimento Democrático Brasileiro PMDB | Nestor Mikilita (PTB)                  | 2013-2013 (Chapa cassada)               | Prefeito eleito em sufrágio universal, chapa cassada posteriormente          |
| 45 | Dr. Hilário Andrascho                 |                                | Partido Democrático Trabalhista PDT              | Luis Fernando Reis Camargo (PSDB)      | 2013-2016                               | Segundo colocado nas eleições de 2012                                        |
| 46 | Kosmos Panayotis Nicolaou             |                                | Partido Ecológico Nacional PEN                   | César Pacheco Baptista "Baitaka" (PSC) | 2017-2020                               | Prefeito eleito em sufrágio universal                                        |
| 46 | Kosmos Panayotis Nicolaou             | Partido Social Democrático PSD | Bruno Goldoni (PSD)                              | 2021-2024                              | Prefeito reeleito em sufrágio universal |                                                                              |
| 47 | Daniel Langaro                        |                                | Partido Social Democrático PSD                   | Edson Kemes "Lagarto" (PSD)            | 2025-                                   | Prefeito eleito em sufrágio universal                                        |